# PMMP
РММР — фин. Paulan ja Miran Molemmat Puolet — «Паула и Мира с обеих сторон» — финская поп-группа. Состоит из двух вокалисток (Паула Весала и Мира Луоти, которые являются ядром группы), и трех музыкантов. Группа образована в Хельсинки в конце 2002 года. Тексты к песням пишутся вокалистками группы, а музыка — Йори Сьёроосом, продюсером. Абсолютно все песни РММР написаны на финском языке.

## История
PMMP — это финская поп-рок группа, солистками которой являлись Паула Весала и Мира Луоти, в ней так же играли Микко Вирта (Mikko Virta), Юхо Вехманен (Juho Vehmanen) и Хейкки Китёла (Heikki Kytölä). Считается, что название группы произошло от аббревиатуры фразы «Paulan ja Miran Molemmat Puolet» («Паула и Мира с обеих сторон», — фин.), но в интервью финскому ток-шоу Krisse Show участники группы сказали, что название их группы является аналогом названия группы ABBA, то есть «Паула, Мира, Мира, Паула». Продюсером альбомов PMMP являлся Йори Сьёроос (Jori Sjöroos), который писал музыку для всех песен. Тексты же были написаны в основном Паулой Весала.
PMMP впервые заполучили широкую известность в Финляндии в 2003 году благодаря своему летнему хиту «Rusketusraidat» («Полоска загара», — фин.). Их второй альбом «Kovemmat kädet» («Грубые руки», — фин.) стал золотым и дважды платиновым в 2010 году. Расширенная версия альбома была выпущена в августе 2005, ведущий сингл с этого альбома до сих пор является самым известным хитом PMMP в Финляндии.
В ноябре 2006 года PMMP выпустили свой третий альбом «Leskiäidin tyttäret» («Дочери вдовы», — фин.), который стал платиновым в день релиза.
Они выпустили альбом «Puuhevonen» («Деревянная лошадка», — фин.) с детскими народными песнями в 2007 году, примерно в то же время у обеих вокалисток появились дети. В 2009 был выпущен четвёртый поп-рок альбом «Veden varaan» («За бортом», — фин.) и их пятый альбом «Rakkaudesta» («Из любви», — фин.) был выпущен в 2012 году.
PMMP сыграли свой заключительный концерт 27 октября 2013 года в Helsinki Ice Hall.

## Состав
- Паула Весала (вокал)
- Мира Луоти (вокал)
- Юхо Вехманен (бас-гитара)
- Микко Вирта (гитара)
- Хейкки Кютёля (перкуссия)

## Дискография

### Альбомы
- Kuulkaas enot! (2003)
- Kovemmat kädet (2005)
- Leskiäidin tyttäret (2006)
- Puuhevonen (2007)
- Veden varaan (2009)
- Rakkaudesta (2012)

### Синглы
- Rusketusraidat (2003)
- Niina (2003)
- Joutsenet (2003)
- Päiväkoti (2005)
- Oo siellä jossain mun (2005)
- Matkalaulu (2005)
- Pikkuveli (2005)
- Henkilökohtaisesti (2006)
- Tässä elämä on (2006)
- Joku raja (2007)
- Viimeinen valitusvirsi (2009)
- Lautturi (2009)
- Pariterapiaa (2009)
- Lapsuus loppui (2009)
- Heliumpallo (2012)
- Rakkaalleni (2012)

### Сборники
- 2000-luku (2009)

### Видео
- Rusketusraidat (2003)
- Joutsenet (2003)
- Päiväkoti (2005)
- Matkalaulu (2005)
- Pikkuveli (2005)
- Henkilökohtaisesti (2006)
- Joku raja (2006)
- Täti Monika (2007)
- Magdaleena (2009)
- Viimeinen valitusvirsi (2009)
- Lautturi (2009)
- Heliumpallo (2012)
- Rakkaalleni (2012)

### DVD
- Kuulkaas live! (2008)